# Robert d'Aguiló
Robert d'Aculley, Robert Culley o Robert de Culley, més conegut com a Robert d'Aguiló o Robert Bordet (Normandia, v.1100? - ?, 1154/57) fou príncep de Tarragona (1129-1154/57).

## Orígens
Segons el cronista Orderic Vitalis, el seu nom podria ser una catalanització de la seva població de naixement Culley, un poble de la Normandia que actualment es coneix com a Rabodanges. Altres fonts  suposen que, un cop a la península Ibèrica, va prendre el nom del castell d'Aguiló a la Conca de Barberà. Més tard la seva família es va dir Tarragona.

## Núpcies i descendents
Se sap que la seva esposa es deia Agnès Sibil·la (morta l'any 1170) i que tingueren quatre fills:
- Guillem, l'hereu. Suposadament assassinat per ordre d'Hug de Cervelló, arquebisbe de Tarragona, el 1168
- Robert, coassassí de l'arquebisbe el 1171, exiliat a Mallorca.
- Ricard.
- Berenguer, coassassí de l'arquebisbe el 1171, exiliat a Mallorca.

## Biografia
Nasqué a Normandia vers l'any 1100, Robert era un cavaller de la petita noblesa normanda que de ben jove s'enrolà a les files del comte Rotró de Perché. Entre 1115 i 1118 va combatre a favor d'Alfons I d'Aragó per sufocar una revolta que havia esclatat a Navarra. Després del Concili de Tolosa (1118), va combatre junt amb el rei d'Aragó i altres nobles francs i bearnesos en la presa de Saragossa als sarraïns. Després d'aquesta conquesta, els exèrcits cristians van ocupar fàcilment Tudela i Tarassona (1119) i, després de la batalla de Cutanda van ocupar Calataiud i Daroca (1120).
Mentre el rei Alfons continuava amb la reconquesta de tot l'actual Aragó, a Robert Bordet li fou encomanat el govern de la ciutat de Tudela amb el càrrec de governador (1124 - 1126). Es desconeix el motiu pel qual va abandonar Navarra i va viatjar fins als comtats catalans, però el 1129 rebé de l'arquebisbe de Tarragona Oleguer bona part de les terres del Camp de Tarragona amb el títol de "príncep de Tarragona" (en llatí princeps tarraconensis), terres conquerides pel comte de Barcelona Ramon Berenguer IV, i en les quals havia de procedir al repoblament i a la defensa (de la donació foren exclosos els béns eclesiàstics).
El 1133 va participar, juntament amb altres nobles normands, en el setge de Fraga per part d'Alfons I d'Aragó.
De nou a Tarragona, Robert d'Aguiló va començar a cedir terres en vassallatge a altre cavallers per tal que les repoblessin, donant lloc a molts dels actuals pobles del Camp de Tarragona. L'atorgament d'una carta de repoblació als habitants de Tarragona (1149) i als de Reus cap al 1150, i la designació del seu fill Guillem per al govern de Tarragona abans de la seva mort, provocà enfrontaments amb el nou arquebisbe, Bernat Tort que considerava que no hi tenia dret, ja que la ciutat pertanyia a l'arquebisbat i, per tant, a l'església, i fora doncs de la senyoria de Robert.
Després de diverses disputes, el 1151 l'arquebisbe cedí els seus drets sobre Tarragona al rei, però Robert no ho va acceptar. El 1153 s'arribà a una entesa amb l'arquebisbe i el comte Ramon Berenguer IV de Barcelona que suposava la renúncia de Robert. El 1154 va fer donació de Reus a l'església de Sant Fructuós de Tarragona "per temor de Déu i per admonició de l'arquebisbe". Poc després però, moria Robert d'Aguiló.
El seu fill Guillem, que el va succeir, no va reconèixer la renúncia del pare, i va defensar els seus drets amb les armes contra el nou arquebisbe Hug de Cervelló. L'any 1168 a Tarragona i davant el rei se celebrà un judici en el qual es considerà vàlida la cessió feta per Robert a l'arquebisbe, però es concedí a la família Aguiló el dret de nomenar vegueries i justícies. Aquesta concessió no va agradar al bisbe Hug i el mateix any Guillem fou assassinat a Tortosa, i segons el seu germà Berenguer d'Aguiló el crim fou instigat per l'arquebisbe.
Té carrers dedicats a Tarragona, Reus i Vila-seca.